# Kent Farrington

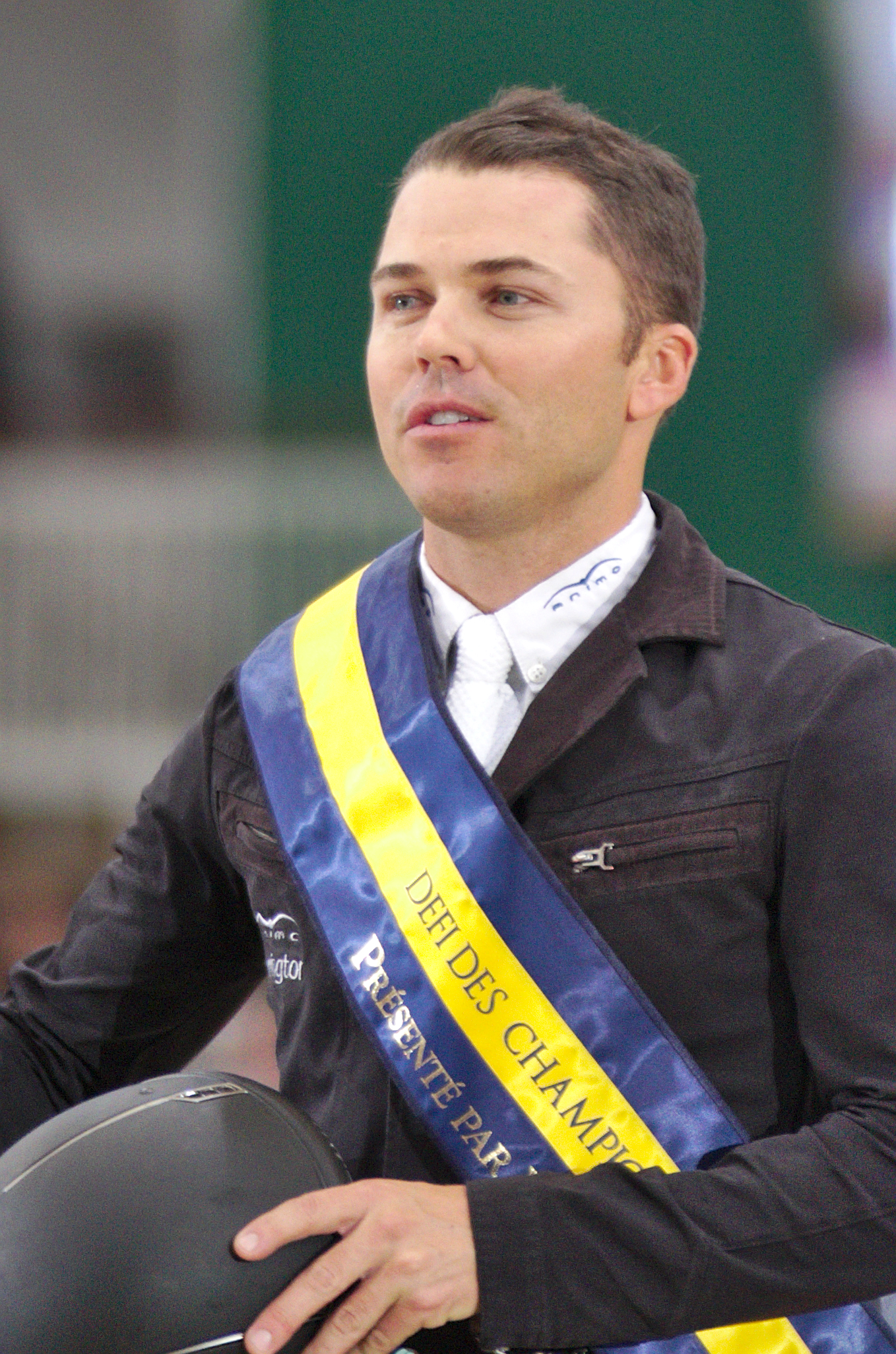
Kent Farrington (2013)

Kent Farrington (* 28. Dezember 1980 in Chicago, Illinois) ist ein US-amerikanischer Springreiter.
Er siegte in seiner bisherigen Karriere in mehr als 60 Großen Preisen und ist einer der jüngsten US-Amerikaner, der im Sport über 1.000.000 US-$ gewann. Zu seinen größten Einzelerfolgen zählt der fünfte Platz bei den Olympischen Spielen 2016.

## Karriere

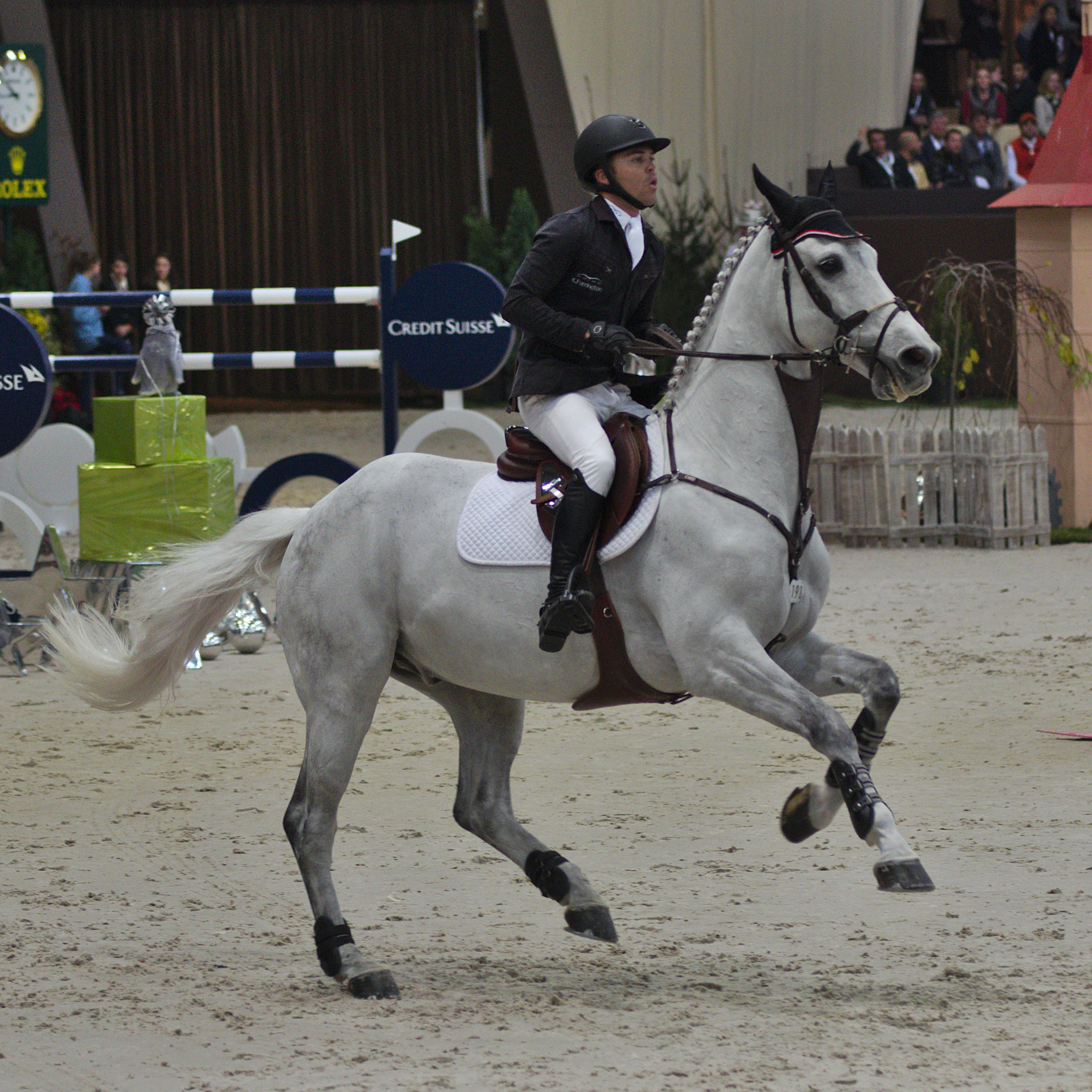
Kent Farrington mit Willow beim CHI Genf 2013

Farrington, der mit 8 Jahren zu reiten begann, ritt anfangs beim Ponyrennen, bevor er zum Springreiten fand. Bei den Nordamerikanischen Meisterschaften der Jungen Reiter gewann er Gold mit der Mannschaft. 1992 gewann er die nationalen Pony-Club-Meisterschaften, 1998 gewann er die Eisers/Pessoa National Equitation Medal und 1999 die Washington International Equitation Medal.
Im selben Jahr ging er in den Stall des Springreiters Timothy Grubb, für den er zwei Jahre lang tätig war. 2001 wechselte er in den Stall von Leslie Burr-Howard, kurz darauf gewann er den Maxine Beard Award.
Seit 2002 ist er mit der Kent Farrington LLC selbstständig. Der Hauptsitz liegt in Greenwich (Connecticut), zudem gibt es eine Anlage in Wellington (Florida). Zu seinen Schülern zählt die Springreiterin Mavis Spencer, Adoptivtochter der Schauspielerin Alfre Woodard und des Drehbuchautors Roderick Spencer.
2005 und 2006 wurde seine Stute Madison Pferd des Jahres (Horse of the Year) der American Grand Prix Association. Im Jahr 2006 nahm er erstmals am Weltcupfinale teil.
Mit Uceko startete er 2011 bei den Panamerikanischen Spielen in Guadalajara (Mexiko). Im Juli 2014 verpasste er mit Voyeur knapp den Sieg im Großen Preis von Aachen, er wurde als schnellster Reiter mit vier Strafpunkten im Stechen Zweiter.
Bei den Panamerikanischen Spielen 2015 in Toronto war er mit Gazelle Teil der US-amerikanischen Equipe, die hier die Bronzemedaille gewann. Im Folgejahr nahm er zum ersten Mal an den Olympischen Spielen teil, mit der Mannschaft gewann er hier Silber und wurde als bester US-Amerikaner Fünfter in der Einzelwertung.
Seinen Karrierehöhepunkt erreichte er 2017: Nachdem er in den Jahren 2015 und 2016 bereits zwei Monate auf dem zweiten Platz der Weltrangliste gelegen war, war Kent Farrington im Mai 2017 erstmals Weltranglistenerster. Diese Position hatte er bis zum April 2018 inne. Aufgrund eines Sturzes konnte er von Februar bis Mai 2018 nicht am Turniersport teilnehmen. Da er seine Stute Gazelle somit nicht rechtzeitig in Championatsform bringen konnte, ließ er sich von der Shortliste für die Weltreiterspiele 2018 in Tryon streichen. Im Juli 2019 gewann er erstmals den mit 1.000.000 Euro dotierten Großen Preis von Aachen.

## Pferde (Auszug)
Aktuelle

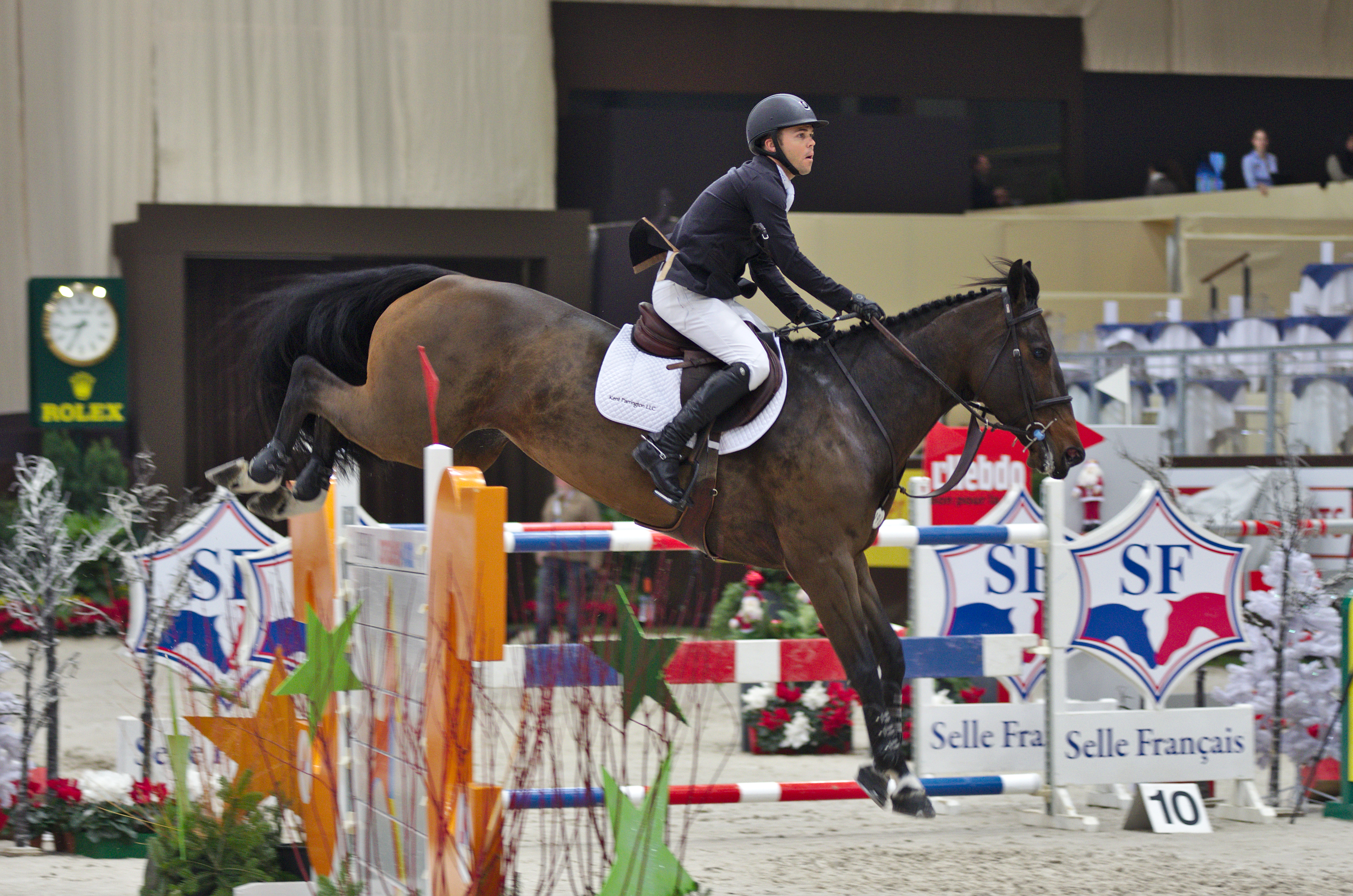
Kent Farrington und Blue Angel

- Gazelle (* 2006), braune Belgische Warmblut-Stute, Vater: Kashmir van Schuttershof, Muttervater: Indoctro[5]
- Creedance (* 2007), KWPN-Fuchswallach, Vater: Lord Z, Muttervater: Notaris[6]

Ehemalige
- Voyeur (* 2002), brauner KWPN-Wallach, Vater: Tolano van't Riethof, Muttervater: Goodwill; zuletzt beim CHI Genf 2017 eingesetzt[7]
- Uceko (* 25. Juni 2001), KWPN-Schimmelwallach, Vater: Celano, Muttervater: Koriander; zuletzt 2018 im internationalen Sport eingesetzt[8]
- Up Chiqui (* 1. Juni 1997), Belgisches Warmblut, Fuchswallach, Vater: Quidam de Revel, Muttervater: Chin Chin, Besitzer: William Dobbs, Alex Boone & Kent Farrington
- Top Gun, Schimmel, Besitzer: Iron Horse Farm
- Madison, braune KWPN-Stute, Besitzer: Bill Weeks

## Auszeichnungen
- Eisers/Pessoa National Equitation Medal (1998)
- Washington International Equitation Medal (1999)
- Maxine Beard Award (2001)
- Trainer of the Year (2005 & 2006)
- 2. Platz - Rider of the Year (2005 & 2006)

## Erfolge

### Championate
- Olympische Spiele:[9]
  - 2016, Rio de Janeiro: mit Voyeur 2. Platz mit der Mannschaft und 5. Platz in der Einzelwertung

- Weltreiterspiele:
  - 2014, Caen: mit Voyeur 3. Platz mit der Mannschaft und 32. Platz in der Einzelwertung

- Panamerikanische Spiele:
  - 2011, Guadalajara: mit Uceko 1. Platz mit der Mannschaft und 27. Platz in der Einzelwertung
  - 2015, Toronto: mit Gazelle 3. Platz mit der Mannschaft und 36. Platz in der Einzelwertung

- Nordamerikanische Meisterschaften:
  - 1. Platz, Mannschaft, Junge Reiter

### Weitere Erfolge (Auswahl)
- 1. Platz im Großen Preis von Devon, 2× 1. Platz bei den US Open (CSIO*****)
- 1. Platz im King Georges V Gold Cup (Großer Preis des CSIO 5* Hickstead) 2011 mit Uceko
- 1. Platz in der Big Ben Challenge beim CSI 4*-W Toronto 2012 mit Uceko
- 2013:
  - 1. Platz im Großen Preis des Nationenpreisturniers von Wellington FL (CSIO 4*) mit Blue Angel
  - 1. Platz im Weltcupspringen von Bridgehampton NY (CSI 4*-W) mit Zafira
  - 1. Platz im Weltcupspringen von Washington DC (CSI 3*-W) mit Blue Angel
- 2014:
  - 1. Platz im Großen Preis von Wolvertem (CSI 3*) mit Willow
  - 1. Platz im Großen Preis des CSI 5* 'North American' in Calgary-Spruce Meadows mit Voyeur
  - 2. Platz im Großen Preis von Dublin (CSIO 5*) mit Uceko
  - 1. Platz im Großen Preis von Barcelona (CSIO 5*) mit Uceko
- 2015:
  - 1. Platz im Großen Preis von Hamburg (CSI 5*) mit Voyeur
  - 1. Platz im Großen Preis des CSI 5* 'National' in Calgary-Spruce Meadows mit Voyeur
  - 1. Platz im Großen Preis von Dublin (CSIO 5*) mit Uceko
  - 1. Platz im Top Ten Final beim CSI 5* Genf mit Voyeur
- 2016:
  - 1. Platz im Weltcupspringen auf den Deeridge Farms in Wellington FL (CSI 3*-W) mit Uceko
  - 1. Platz im Großen Preis eines CSI 3* in Tryon NC mit Gazelle
  - 1. Platz im Großen Preis der Royal Windsor Horse Show (CSI 4*) mit Creedance
  - 2. Platz im Nationenpreis von Rom (CSIO 5*) mit Voyeur
  - 2. Platz im Großen Preis von Rotterdam (CSIO 5*) mit Creedance
  - 1. Platz im Großen Preis des CSI 5* 'Pan American' in Calgary-Spruce Meadows mit Gazelle
  - 1. Platz im Großen Preis des CSI 5* 'North American' in Calgary-Spruce Meadows mit Gazelle
  - 1. Platz im Großen Preis von St. Moritz (CSI 5*) mit Creedance
  - 1. Platz im Weltcupspringen von North Salem (CSI 4*-W) mit Gazelle
  - 1. Platz im Weltcupspringen von Lexington KY (CSI 4*-W) mit Voyeur
  - 2. Platz im Weltcupspringen von Toronto (CSI 4*-W) mit Creedance
- 2017:
  - 1. Platz im Großen Preis eines CSI 5* des Winter Equestrian Festivals in Wellington FL mit Gazelle
  - 1. Platz im Großen Preis von Windsor (CSI 5*) mit Sherkan d'Amaury
  - 1. Platz im Großen Preis von Madrid (CSI 5*) mit Gazelle
  - 1. Platz im Großen Preis des CSI 5* 'North American' in Calgary-Spruce Meadows mit Gazelle
  - 1. Platz im Großen Preis von Valence (CSI 5*) mit Gazelle
  - 1. Platz im Großen Preis des CSI 5* von Tryon NC mit Gazelle
  - 1. Platz im Weltcupspringen von Toronto (CSI 4*-W) mit Voyeur
  - 1. Platz im Großen Preis von Genf (CSI 5*) mit Gazelle
- 2018:
  - 2. Platz im Großen Preis von La Baule (CSIO 5*) mit Gazelle
  - 1. Platz im Großen Preis des CSI 5* 'National' in Calgary-Spruce Meadows mit Gazelle
  - 1. Platz im Großen Preis von Valence (CSI 5*) mit Gazelle
- 2019:
  - 2. Platz in Großen Preisen von zwei CSI 5*-Turnieren des Winter Equestrian Festivals in Wellington FL, jeweils mit Gazelle
  - 1. Platz im Großen Preis von Aachen (CSIO 5*) mit Gazelle

(Stand: 21. Juli 2019)